# Clayton Murphy
Clayton Murphy (Greenville, 26 februari 1995) is een Amerikaanse middellangeafstandsloper, die is gespecialiseerd in de 800 m en 1500 m. Hij nam tweemaal deel aan de Olympische Spelen en won hierbij een bronzen medaille.

## Loopbaan
In 2015 maakte Murphy zijn internationaal debuut op de Pan-Amerikaanse Spelen in Toronto. In de finale van de 800 m was hij meteen de snelste, voor de Colombiaan Rafith Rodríguez. Op de Olympische Spelen van 2016 in Rio de Janeiro nam hij deel aan de 800 m. In de finale liep hij naar de bronzen medaille, achter David Rudisha en Taoufik Makhloufi. Samen met Brannon Kidder, Erik Sowinski en Casimir Loxsom won Murphy de 4 x 800 meter estafette op de IAAF World Relays.
In 2021 nam Murphy deel aan de 800 meter op de uitgestelde Olympische Spelen van 2020 in Tokio. Hij kon zich kwalificeren voor de finale, waarin hij 9e en laatste eindigde.

## Titels
- Amerikaans kampioen 800 m - 2016, 2018, 2021
- Winnaar Pan-Amerikaanse Spelen 800 m - 2015
- Amerikaans indoorkampioen 1000 m - 2017, 2019

## Persoonlijke records
Outdoor
| Onderdeel   | Prestatie | Datum            | Plaats         |
| ----------- | --------- | ---------------- | -------------- |
| 400 m       | 47,97     | 28 april 2018    | Corvallis      |
| 800 m       | 1.42,93   | 15 augustus 2016 | Rio de Janeiro |
| 1000 m      | 2.15,73   | 10 augustus 2022 | Monaco         |
| 1500 m      | 3.36,23   | 12 juni 2016     | Portland       |
| 1 Eng. mijl | 3.51,99   | 27 mei 2017      | Eugene         |
| 3000 m      | 8.19,09   | 16 april 2016    | Akron          |
| 5000 m      | 14.15,61  | 27 maart 2015    | Raleigh        |

Indoor
| Onderdeel   | Prestatie | Datum           | Plaats        |
| ----------- | --------- | --------------- | ------------- |
| 800 m       | 1.45,92   | 2 februari 2019 | Winston-Salem |
| 1000 m      | 2.18,60   | 5 maart 2017    | Albuquerque   |
| 1500 m      | 3.37,40   | 9 februari 2019 | New York      |
| 1 Eng. mijl | 3.53.30   | 9 februari 2019 | New York      |
| 3000 m      | 8.16,70   | 28 januari 2017 | Boston        |

## Prestaties

### 800 m
- 2015:  Pan-Amerikaanse Spelen - 1.47,19
- 2015: 6e in ½ fin. WK - 1.46,28
- 2016:  Amerikaanse kamp. - 1.44,76
- 2016:  OS - 1.42,93
- 2018:  Amerikaanse kamp. - 1.46,50
- 2019: 8e WK - 1.47,84
- 2021: 9e OS - 1.46,53

Diamond League-podiumplaatsen
- 2018:  London Müller Anniversary Games - 1.43,12
- 2019:  Meeting International Mohammed VI d'Athletisme de Rabat - 1.45,99
- 2021:  Weltklasse Zürich - 1.45,21

### 1000 m
- 2017:  Amerikaanse indoorkamp. - 2.18,60

Diamond League-podiumplaatsen
- 2022:  Herculis - 2.15,73

### 4 x 800 m
- 2017:  IAAF World Relays - 7.13,16